# Caiana dos Crioulos

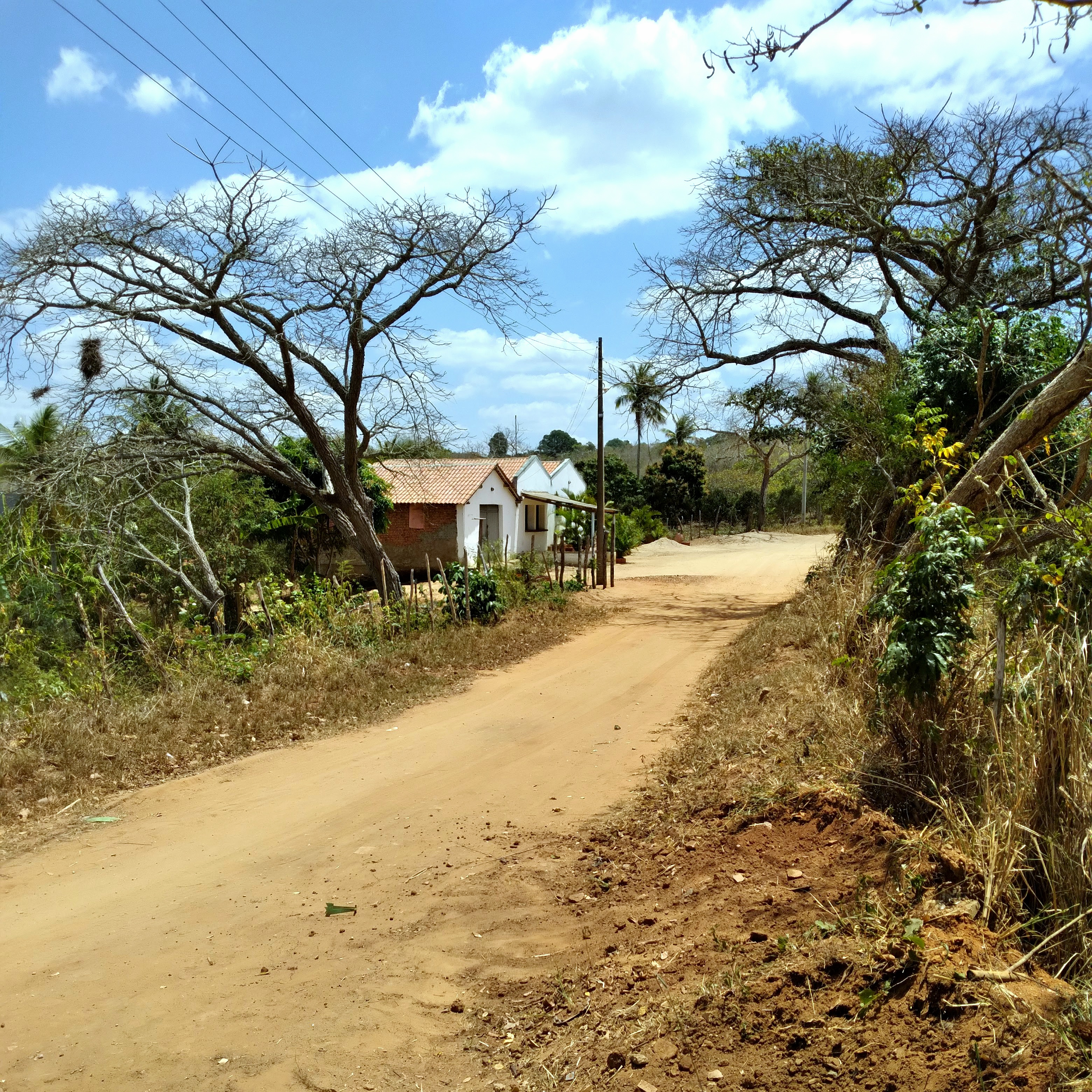
Estrada de terra na comunidade quilombola Caiana dos Crioulos

Caiana dos Crioulos é uma comunidade quilombola localizada na zona rural do município de Alagoa Grande, estado brasileiro da Paraíba. Caiana contava em 2007 com 522 pessoas, sobretudo crianças e adolescentes, que viviam de culturas de subsistência, como mandioca, inhame, batata-doce, bem como da criação de animais e fruticultura.
O coco de roda, dançado por cirandeiras, ainda é uma relevante manifestação cultural do lugar.
Em 5 de outubro de 2018, o Decreto 9.521 homologou a demarcação administrativa do território dessa comunidade. Disse o artigo 1º do Decreto:  "Fica homologada a demarcação administrativa promovida pelo Instituto Nacional de Colonização e Reforma Agrária - Incra do território quilombola Caiana dos Crioulos, com área de seiscentos e quarenta e seis hectares, cinquenta e oito ares e setenta e três centiares, localizado nos Municípios de Alagoa Grande, Matinhas e Massaranduba, Estado da Paraíba, cujas coordenadas topográficas foram descritas no Processo Incra/SR-18/PB/nº 54320.000416/2005-57."

## História
O quilombo, que é um dos patrimônios culturais da Paraíba, chegou a ter no passado por volta de dois mil habitantes, descendentes diretos de escravos que se instalaram por lá entre os séculos 17 e 19, supostamente vindos de Mamanguape, após uma rebelião ocorrida em um navio que aportou em Baía da Traição nesse período.
Mais de noventa por cento de seus habitantes detêm ancestralidade africana, o que possibilitou, junto com a historiografia do local, que a comunidade fosse reconhecida em maio de 2005 pela Fundação Cultural Palmares como sendo um dos treze legítimos quilombos brasileiros.
Em 20 de novembro de 2016, dia da Consciência Negra, foi lançado o documentário «Caiana dos Crioulos abre as Portas», produzido pelo jornalista Caio César Beltrão e o fotógrafo Flávio Monteiro. A produção traz um panorama histórico, humano e social sobre a trajetória da população negra no Brejo da Paraíba, passando por nomes como Margarida Maria Alves, Jackson do Pandeiro e finalizando com um retrato da comunidade quilombola em uma perspectiva atual.
O livro Jackson do Pandeiro: o rei do ritmo discorre sobre o crescente declínio da africanidade dos habitantes de Caiana:
De formação controversa, mas indiscutível etnia, os negros de Caiana vêm perdendo ao longo dos anos quase todos os traços culturais do passado, a partir da invasão das antenas de tevê e dos fios telefônicos. Mas, até duas, três décadas atrás, seus habitantes se vestiam com roupas coloridas, predominando o vermelho, o rosa-choque e o amarelo-ouro. Lenços e turbantes brancos completavam a indumentária africana típica. Arredios, silenciosos e desconfiados até hoje, os crioulos tiveram na música seu principal elo de integração com os habitantes da cidade (...)
Embora esteja a apenas 122 km de João Pessoa, a comunidade ainda hoje permanece como um mundo à parte. Seus instrumentos, músicas, danças e costumes ainda guardam algo de sua ancestralidade e história. Outras duas versões, contudo, dão conta de que Caiana surgiu de negros fugidos de Palmares ou de escravos abolidos de Areia, libertos antes da Lei Áurea.